# Blues Made In Italy
Blues Made In Italy è una fiera in occasione della quale si tiene un raduno nazionale musicale nato nel 2010 che si tiene a Cerea, in provincia di Verona nel mese di ottobre, organizzato dall'omonima associazione fondata da Lorenz Zadro.
Ogni anno vi partecipano esponenti di spicco del panorama della musica Blues in Italia e del blues. 
Tra gli artisti invitati alla manifestazione ricordiamo Eugenio Finardi, Rudy Rotta, Fabio Treves, Tolo Marton, Nick Becattini, Fabrizio Poggi, Linda Valori, Francesco Piu, Mandolin' Brothers, Veronica Sbergia & Max De Bernardi, Angelo "Leadbelly" Rossi, Oracle King, Lovesick Duo, Robi Zonca, Blue Stuff, Sonohra, Limido Brothers, Piero De Luca & Big Fat Mama, Marco Pandolfi, Paolo Ganz, Claudio Bertolin, Stefano Zabeo & The Blues Society di Guido Toffoletti, Maurizio Glielmo & Gnola Blues Band, Model T-Boogie, Davide Lipari, Mora & Bronski, Mike Sponza, Maurizio Bestetti, Matteo Sansonetto Blues Revue, Daniele Tenca, Dave Moretti e molti altri. Dal 2016 la conduzione di palco è affidata a Maurizio "Dr. Feelgood" Faulisi di Virgin Radio (Italia).
Negli anni Blues Made In Italy ha attirato l'attenzione dei media locali e della stampa nazionale ed internazionale, di professionisti e operatori del settore, nonché di appassionati e sostenitori.
Oltre alla maratona musicale, che prevede concerti dal vivo all'interno dei padiglioni della Fiera di Cerea, durante la rassegna si tengono proiezioni, presentazioni di libri, mostre e seminari sulla costruzione di strumenti musicali artigianali, coinvolgendo anche gli alunni delle scuole di musica, scuole primarie e scuole secondarie di primo e secondo grado.

## Riconoscimenti
La mission e le attività dell'associazione sono state oggetto di numerose tesi universitarie. L'associazione Blues Made In Italy è stata menzionata nei libri "Sonny Boy Williamson II: l'ultimo poeta del Blues" (Edizioni Gariazzo, 2016 - a cura di Bertrando Goio) e "Bluesman. La favola interrotta di Guido Toffoletti musicista Veneziano" (Media & Books, 2019 - a cura di Giò Alajmo). Inoltre, negli anni, ha ottenuto i seguenti riconoscimenti:

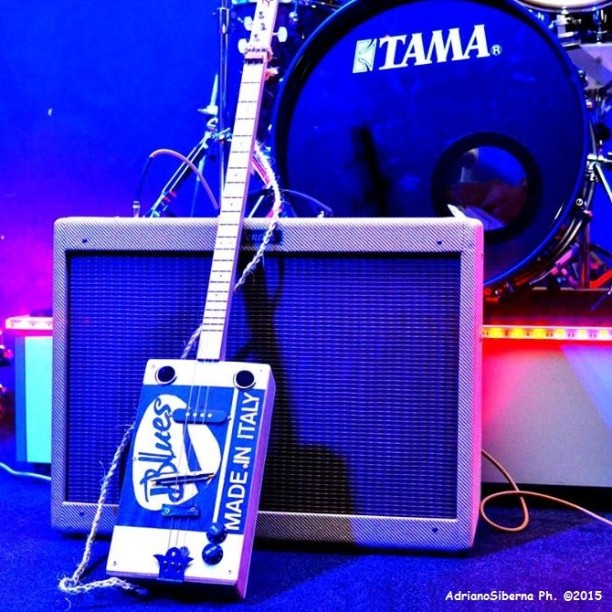
La cigar box guitar dedicata a Blues Made In Italy costruita da Double G Factory

- 2012 - "Blues Made In Italy: Miglior Festival Blues" - Targa di riconoscenza consegnata in occasione della notte degli “Oscar del Blues” di Reggio Emilia (RE);
- 2013 - "European Blues Union Active Member" - Blues Made In Italy è active member dell'associazione europea European Blues Union nata nel 2008 a Bruxelles (B). L'associazione raccoglie i massimi esperti di blues europei, assieme a promoter, organizzatori di festival, giornalisti e musicisti, con l'intento di promuovere il blues europeo nel vecchio continente;
- 2014 - 2015 - 2016 - 2017 - 2018 - 2019 - 2020 "Main Partner Bitonto Blues Festival" - Targa di riconoscenza consegnata dagli organizzatori e dall'Amministrazione Comunale di Bitonto (BA);[17]
- 2015 - "Blues Made In Italy 2010-2015: il film-documentario" - Documento sonoro-visivo in onore dei primi cinque anni di attività dell'associazione Blues Made In Italy;[18]
- 2015 - "Blues Made In Italy Cigar Box" - Realizzazione artigianale di una cigar box guitar dedicata a Blues Made In Italy a cura dell'artigiano liutaio Gigi Ravasio "Double G Factory" di Bergamo (BG);
- 2016 - "Blues Made In Italy goin' South" - Travel For Fans realizza un viaggio marchiato "Blues Made In Italy", per scoprire le radici del Blues e dell'American Music nel Deep South (USA).[19]
- 2018 - "Per aver valorizzato il Blues come collante culturale in Italia" - Targa di riconoscenza consegnata da Italian Blues Union.[20]
- 2018 - "Per la professionalità, impegno, passione, creatività e divulgazione della musica Blues" - Targa di riconoscenza consegnata da Terre Sonore.

## Eventi collegati
Durante l'anno, prima e dopo il raduno nazionale di ottobre, vengono organizzati degli eventi collegati, in collaborazione con altre realtà associative, in club, teatri e festival nonché viaggi negli Stati Uniti con lo scopo di scoprire le origini della vera American Music.
L'associazione Blues Made In Italy si occupa di promuovere e diffondere il Blues in Italia attraverso il web, incontri e manifestazioni, ponendosi come media partner.

## Dischi e Libri
- 2010 - A.A.V.V. - Blues Made In Italy / European Blues Union. Gli eventi del 2010 - 2DVD (Blues Made In Italy)
- 2011 - A.A.V.V. - Blues Made In Italy / European Blues Union. 2º raduno nazionale - CD (Blues Made In Italy)
- 2012 - A.A.V.V. - Blues Made In Italy / European Blues Union. 3º raduno nazionale / European Blues Challenge - 2CD (Blues Made In Italy)
- 2011 - Paolo Ganz - Armonicomio. Elogio dell'armonica blues - LIBRO (Ed. Fernandel)
- 2013 - A.A.V.V. - Blues Made In Italy / European Blues Union. 4º raduno nazionale / European Blues Challenge - 2CD (Blues Made In Italy)
- 2015 - A.A.V.V. - Blues Made In Italy / European Blues Union. 5º raduno nazionale / European Blues Challenge - 2CD+DVD (Blues Made In Italy)
- 2014 - Francesca Castiglioni - You got to move: the land of roots music - LIBRO - edizione limitata in 300 copie (Susil Edizioni)[23]
- 2016 - Bertrando Goio - Sonny Boy Williamson II – L’ultimo poeta del blues - LIBRO (Ed. Gariazzo)
- 2017 - A.A.V.V. - The Blues Masters: an italian tribute - CD - edizione limitata in 300 copie (prod. Blues Made In Italy)[24][25]
- 2017 - Lorenz Zadro e Alexandra Balint - Blues Pills: storia e illustrazioni alla scoperta della musica nera - LIBRO + CD (prod. Arti Grafiche Parma)[26][27]
- 2019 - Mattia "BlackJack" Chiarella - Urban Nights. Manuale per la realizzazione di un sogno - LIBRO (Cobert Edizioni Musicali)
- 2019 - Lorenz Zadro e Antonio Boschi - Blues Pills e Altre Storie - LIBRO (Arcana Edizioni)[28][29]
- 2020 - Mauro Parma - Blues Made In Italy - LIBRO (Blurb Edizioni)
- 2022 - Massimo Pettenello - Tutta colpa di Sonny Boy - LIBRO (Self Publishing)
- 2022 - Antonio Pellegrini - Blues. La musica del diavolo - LIBRO (Diarkos)